# Montfort-le-Gesnois
Montfort-le-Gesnois ist eine französische Gemeinde mit 2928 Einwohnern (Stand 1. Januar 2022) im Département Sarthe in der Region Pays de la Loire; sie gehört zum Arrondissement Mamers und zum Kanton Savigné-l’Évêque.

## Geographie
Die Gemeinde Montfort-le-Gesnois liegt 20 Kilometer von Le Mans entfernt am Ufer der Huisne. Sie besteht seit dem 1. Januar 1986 aus den ehemaligen Gemeinden Montfort-le-Rotrou und Pont-de-Gennes. Nachbargemeinden sind: Connerré, Lombron, Saint-Corneille, Saint-Mars-la-Brière und Soulitré.

## Bevölkerungsentwicklung
- 1999: 2884
- 2006: 3050

## Verkehr
Montfort le Gesnois liegt an der Bahnstrecke Paris–Brest und wird im Regionalverkehr mit TER-Zügen bedient. Durch das Gemeindegebiet verläuft die Autoroute A 11.

## Sehenswürdigkeiten
- Schloss im italienischen Stil (19. Jahrhundert) oberhalb von Montfort-le-Rotrou
- Brücke über die Huisne (15. Jahrhundert); vom ursprünglich römischen Bauwerk existieren lediglich noch einige Bögen; Monument historique

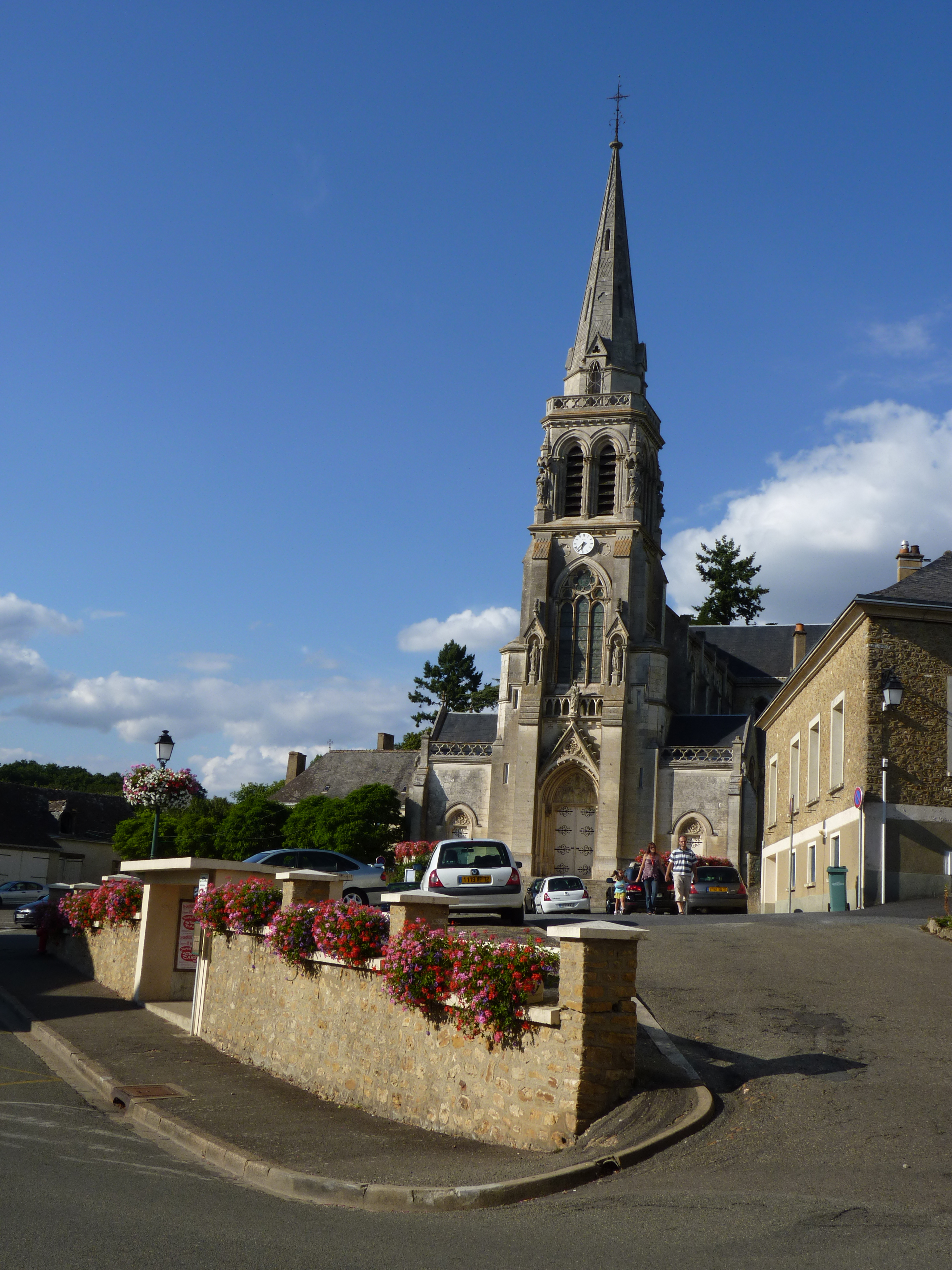
Kirche Notre-Dame (19. Jahrhundert) in Montfort-le-Rotrou, Monument historique
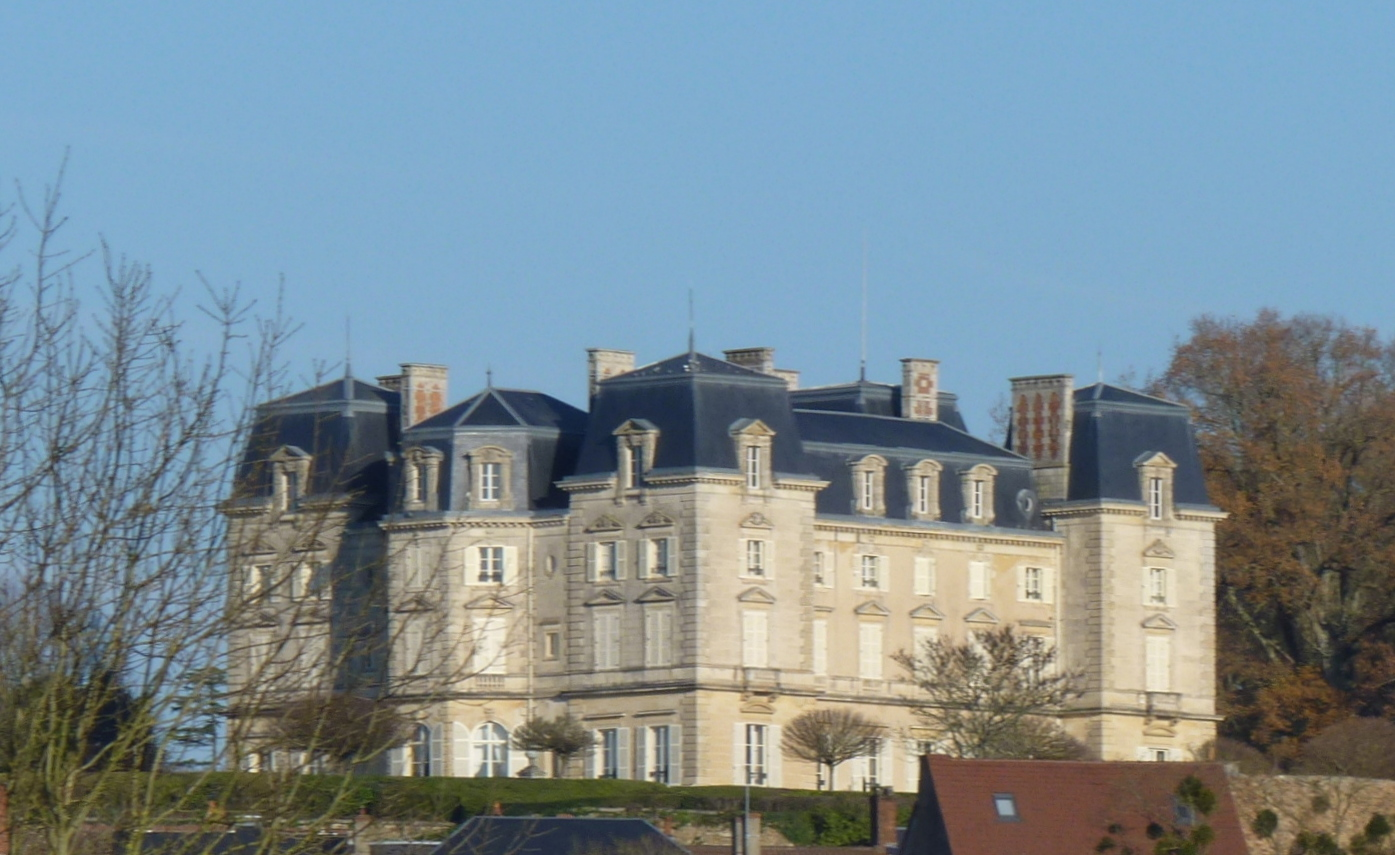
Schloss von Montfort-le-Gesnois
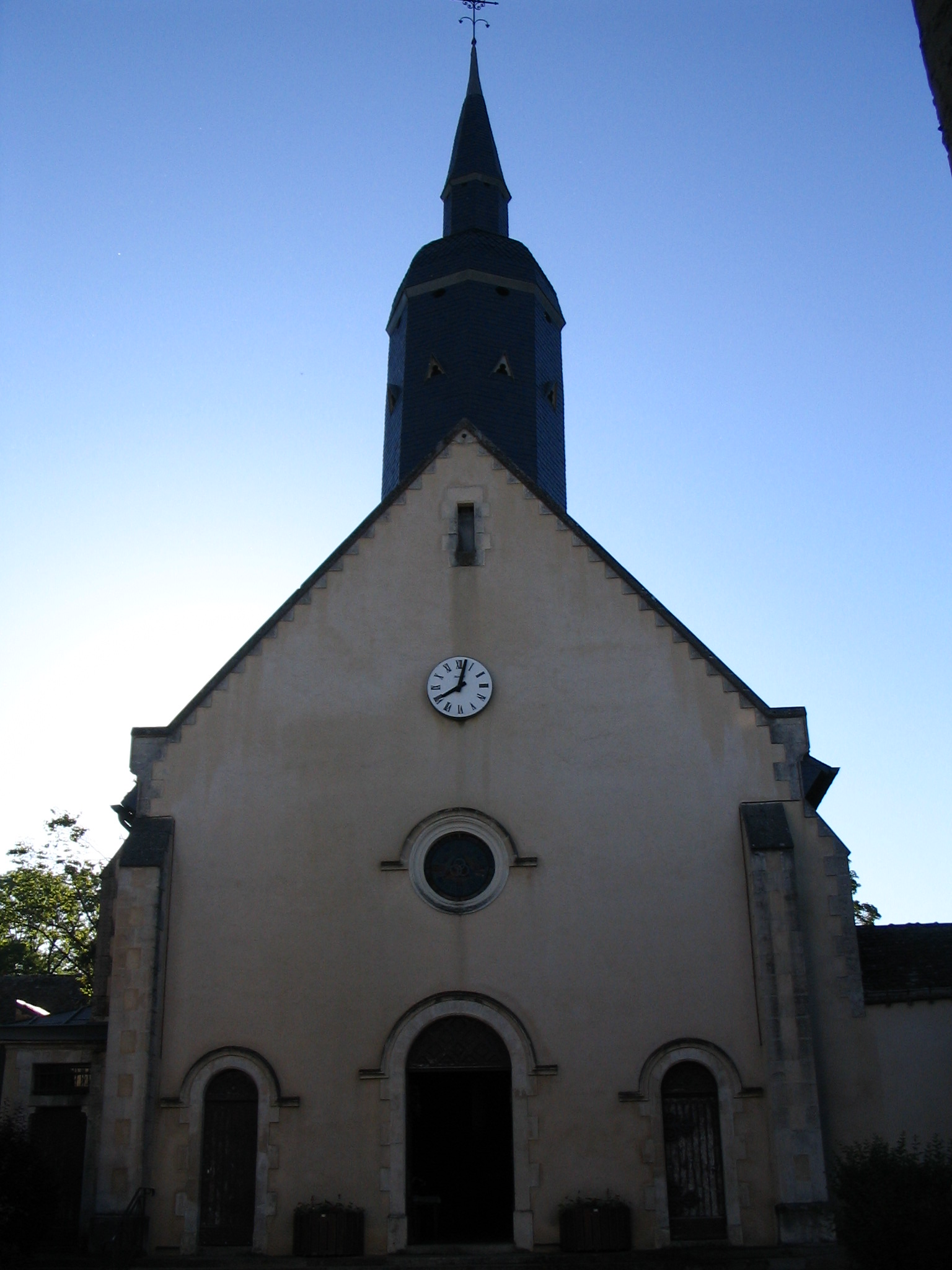
Kirche St. Gilles (11. Jahrhundert) in Pont-de-Gennes
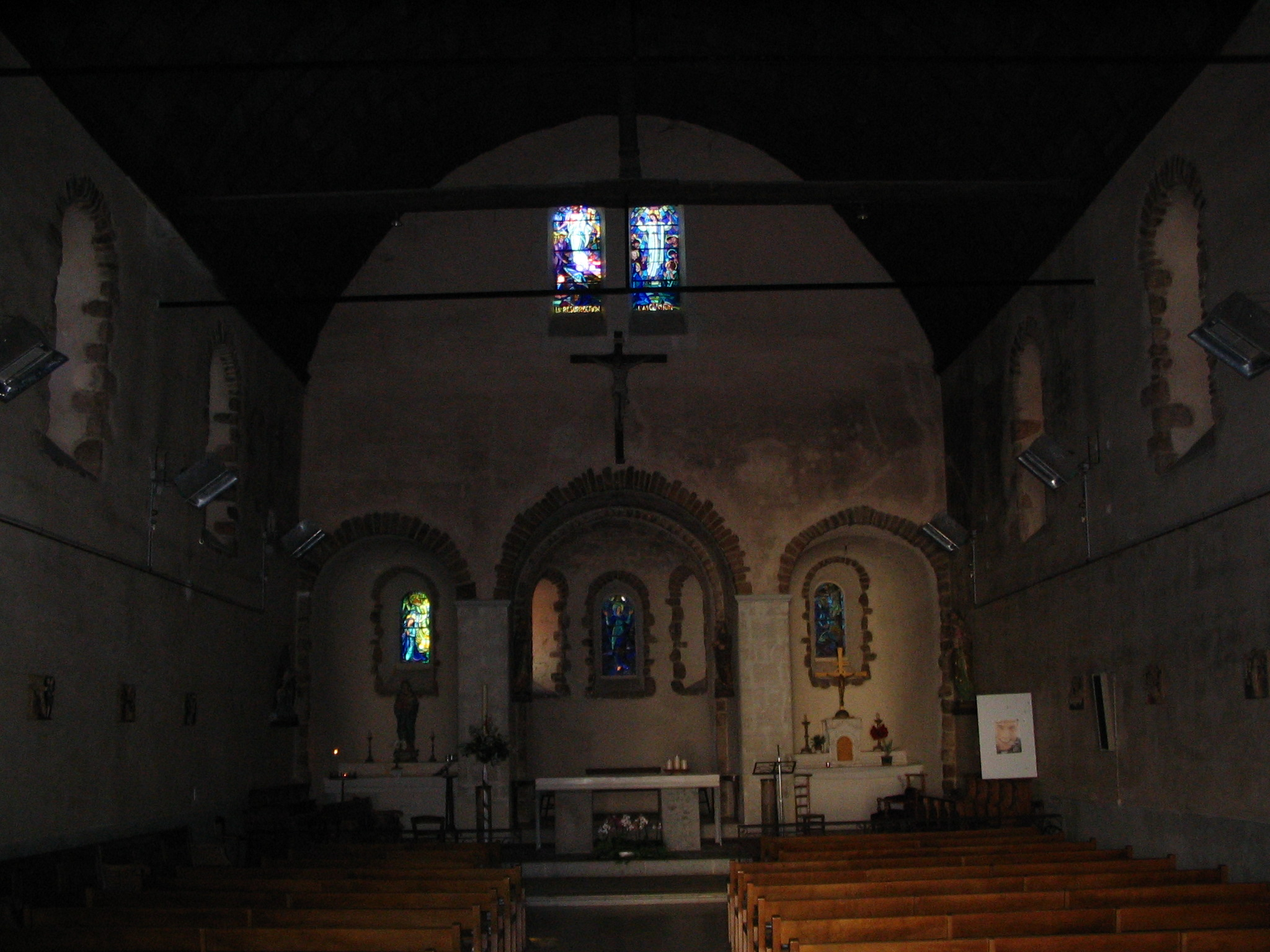
Inneres der Kirche St. Ägidius
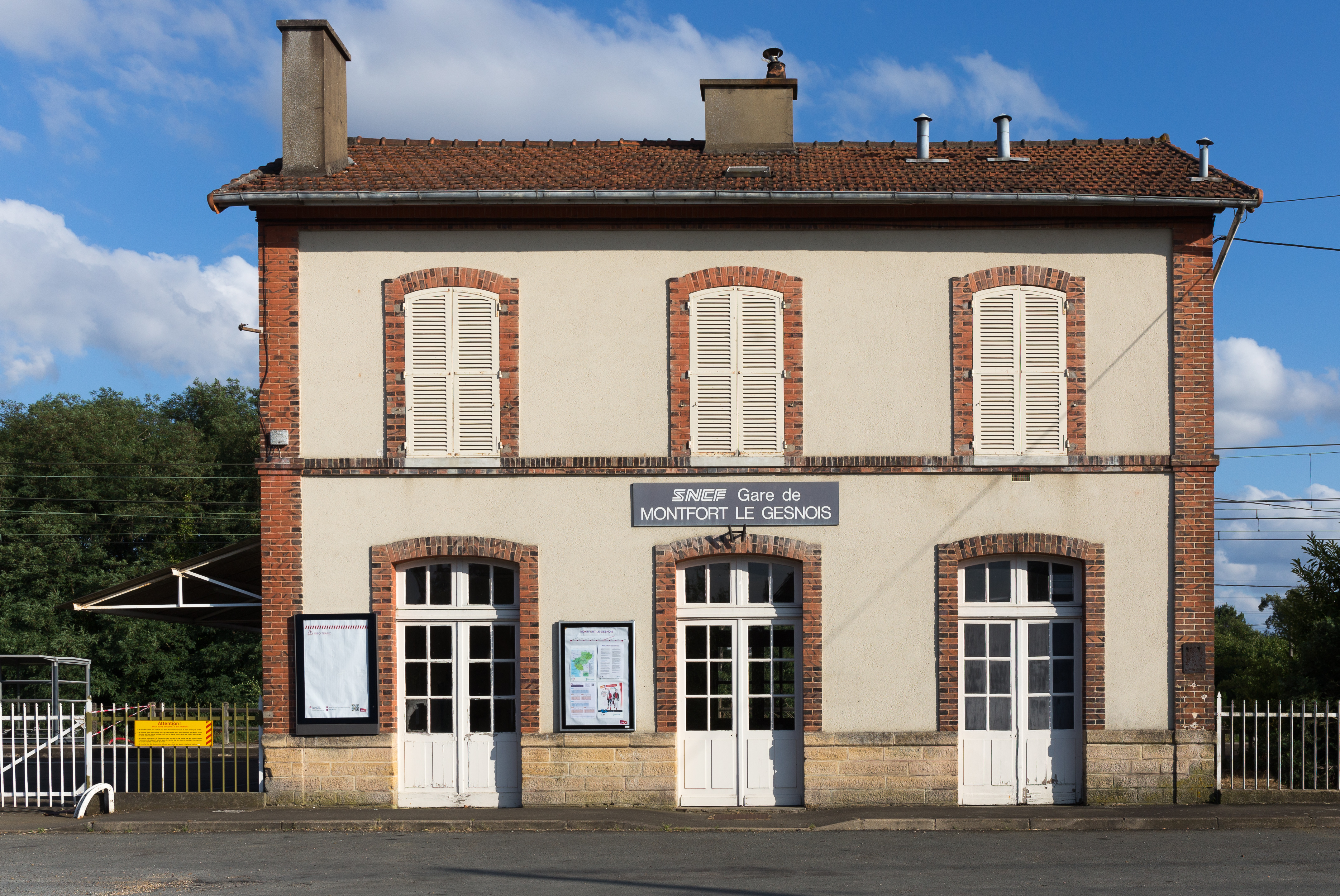
Bahnhof von Montfort-le-Gesnois
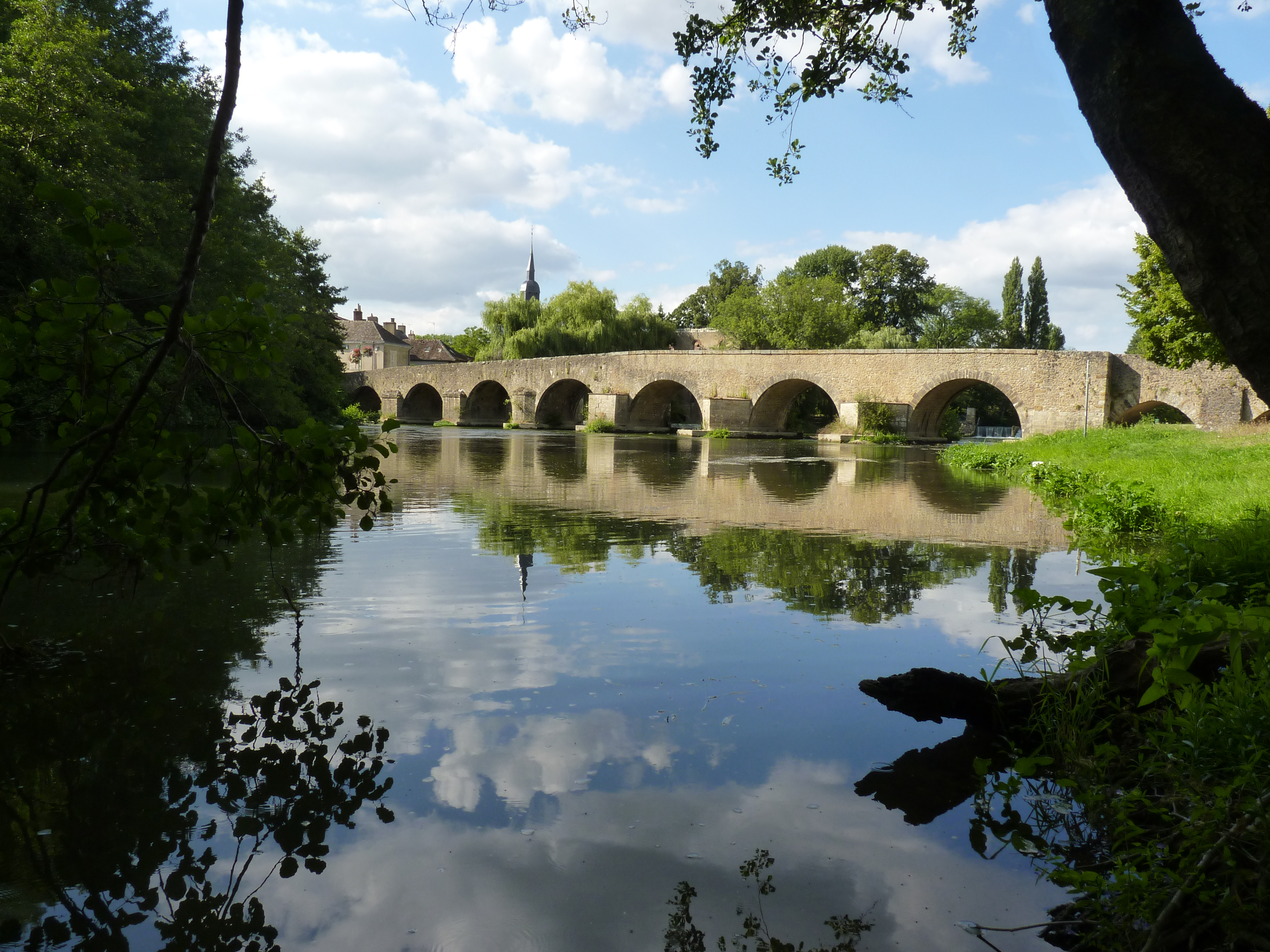
Römische Brücke
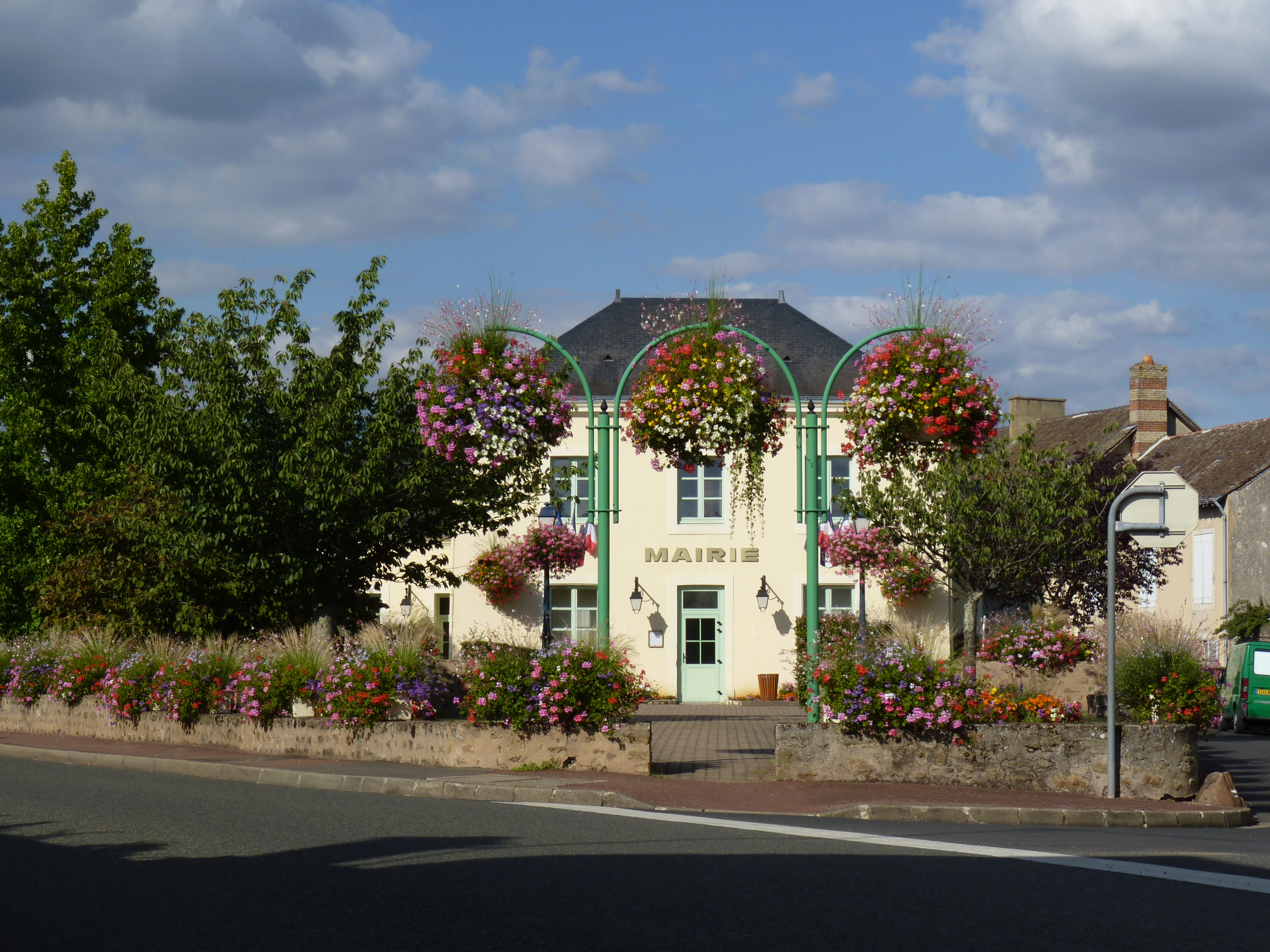
Rathaus in Montfort-le-Gesnois
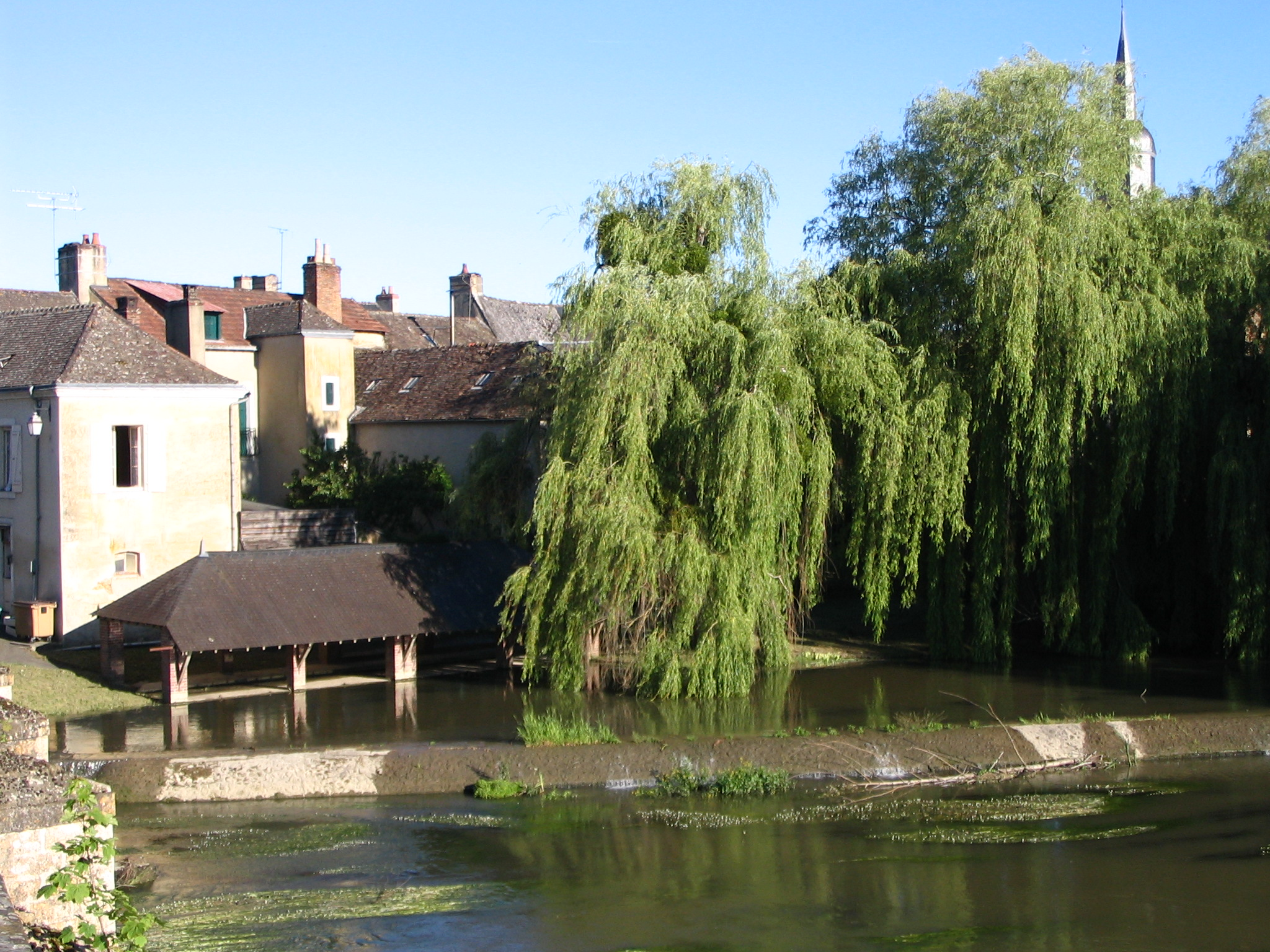
Altes Waschhaus/Lavoir

- romanische Kirche von Saussay   - Kirche Notre-Dame
  - Schloss von Montfort-le-Gesnois
  - Kirche St. Ägidius
  - Inneres der Kirche St. Ägidius
  - Bahnhof von Montfort-le-Gesnois
  - Römische Brücke
  - Rathaus in Montfort-le-Gesnois
  - Altes Waschhaus/Lavoir